# Saint-Aubin-des-Ormeaux

Saint-Aubin-des-Ormeaux este o comună în departamentul Vendée, Franța. În 2009 avea o populație de 1,290 de locuitori.